# Беби-бум
Бе́би-бум (также бэби-бум, англ. baby boom — «взрыв рождаемости») — значительное и устойчивое увеличение рождаемости, имевшее место в середине XX века во многих странах мира, главным образом, развитых странах Запада, компенсационное увеличение рождаемости в конце 1940-х — начале 1950-х годов. Этот термин получил распространение главным образом в США. Беби-бум возник в сравнительно благоприятных экономических условиях после окончания Второй мировой войны 1939—1945 годов. В годы, следующие после окончания больших войн, наблюдается резкое повышение общих коэффициентов брачности и рождаемости. Заключаются браки, распределявшиеся бы во времени на протяжении всех лет войны, если бы она им не препятствовала. Коэффициент рождаемости также резко повышается за счёт рождения детей в существовавших ранее семьях, в которых рождения были отложены из-за неблагоприятных условий военного времени.
В большинстве стран, испытавших его, беби-бум начался во время Второй мировой войны либо в конце 1930-х годов. Беби-бум имел наибольшую интенсивность в Новой Зеландии, Австралии, Исландии, Канаде, Норвегии и США. В странах Южной Европы беби-бум отсутствовал либо был крайне слабо выражен. В части стран беби-бум состоял из двух волн: сначала пик был достигнут непосредственно после войны, затем был спад рождаемости, за которым снова следовал рост и новый пик в 1960-х годах.
Беби-бум совпал со значительным и устойчивым увеличением брачности — «бумом брака».
За беби-бумом последовал спад рождаемости, получивший название «baby-bust». Например, в 1976 году в США коэффициент рождаемости достиг минимума — около 1,75 ребёнка на женщину, ниже уровня воспроизводства и вдвое меньше, чем в середине 1950-х.

## США
В США коэффициент рождаемости в 1945 г. составил 20,4 ‰ (в 1940 — 19,4 ‰), в 1950 — 24,1 ‰, в 1955 — 24,8 ‰. Число рождений за эти годы увеличилось с 2259 тыс. до 4104 тыс. в год. Семьи с четырьмя-пятью детьми вновь стали нормой, как это было еще в конце XIX века. Интересно, что в США подъём рождаемости начался ещё в конце 1930-х (после окончания Великой депрессии), и даже во время войны коэффициент суммарной рождаемости оставался выше, чем в 1930 году.
Беби-бум носил временный характер, с конца 50-х гг. рождаемость в США, а затем и в других развитых странах начала снижаться. В 1976 году в США коэффициент рождаемости достиг минимума — около 1,75 ребёнка на женщину, ниже уровня воспроизводства и вдвое меньше, чем в середине 1950‑х.
Термин «беби-бум» чаще всего относится к беби-буму после Второй мировой войны, а конкретнее в 1941—1964 годах, когда число ежегодных родов превышало 2 на 100 женщин (или примерно 1 % от общей численности населения). По оценкам, 78,3 млн американцев родились в этот период.

## Франция
После низкого уровня рождаемости Франция пережила беби-бум с 1945 года. Ещё в начале XX века у французов присутствовало чувство, особенно в сравнении с более могущественной Германией, что население Франции неимоверно маленькое. Пронаталистская политика была предложена в 1930-х годах, а реализована уже в 1940-х.
Помимо этого, была устойчивая иммиграция, особенно из бывших французских колоний в Северной Африке. Население Франции выросло с 40,5 млн. (в 1946 году) до 50 млн. (в 1968 году), а в 1999 году там насчитывалось чуть менее 60 млн человек. Численность сельского населения резко сократилась: в 1945 году 35 % всей рабочей силы Франции приходилось на сельское хозяйство, но в 2000 году в сельском хозяйстве было занято менее 5 % всех работающих людей. К 2004 году Франция имела второй по величине уровень рождаемости в Европе, уступая только Ирландии.